# Houston Dynamo Football Club
Lo Houston Dynamo Football Club, noto anche come Houston Dynamo FC, noto semplicemente come Houston Dynamo, è una società calcistica statunitense con sede nella città di Houston (Texas). Dal 2006 milita nella Major League Soccer e disputa le proprie partite casalinghe al Compass Stadium, impianto da 22.000 posti a sedere.
Fondato nel 2006, a livello nazionale il club ha vinto due MLS Cup (2006 e 2007) e due coppe nazionali (2018 e 2023); in particolare, ha conquistato il primo titolo MLS alla sua stagione d'esordio, ripetendosi poi anche nell'annata successiva; è quindi una delle sole tre squadre della lega (insieme a DC United e Los Angeles Galaxy) ad aver vinto il campionato per due stagioni consecutive.

## Storia

### Fondazione
La Houston Dynamo viene fondata il 15 dicembre 2005: la sua rosa e il suo allenatore provenivano tutti dai San Jose Earthquakes, società smantellata per la mancanza di uno stadio in cui disputare gli incontri (gli Earthquakes verranno rifondati nel 2007).
Il 26 gennaio 2006 viene annunciato che il nome del nuovo club sarà "Houston 1836". "1836" indica l'anno in cui la città di Houston venne fondata dai fratelli Augustus Chapman Allen e John Kirby Allen. Malauguratamente, il 1836 è anche l'anno in cui il Texas si rese indipendente dal Messico. Scoppia un vero caso politico: la comunità ispanica di Houston minaccia di boicottare il club, ritenendo offensivo il nome scelto. La dirigenza opterà allora per un più neutro "Dynamo Houston". Il prefisso "Dynamo" fa riferimento all'economia cittadina, basata su numerosi impianti industriali che producono energia elettrica. I colori del team sono l'arancione, il bianco e l'azzurro. Inoltre è esistita tra il 1983 ed il 1991 una quasi omonima squadra, gli Houston Dynamos.
Il 17 novembre 2020 il club ha presentato, oltre ad un nuovo logo, il nuovo nome del club: Houston Dynamo Football Club.

### Stagione 2006
Il 2 aprile 2006, la Houston Dynamo disputa la sua prima partita, davanti a una folla di oltre 25.000 spettatori. Gli avversari sono i Colorado Rapids, che verranno travolti per 5–2. L'attaccante degli "Orange" Brian Ching segna quattro reti su altrettanti assist del compagno Dwayne De Rosario.
La Dynamo conclude la regular season al secondo posto, accedendo così ai play off della Western Conference, durante i quali elimina prima i Chivas USA, poi i Colorado Rapids. Alla sua prima stagione, dunque, il club di Houston centra subito la finale di MLS Cup.
La finale, disputata il 12 novembre 2006 al Pizza Hut Park di Frisco (Texas), è molto equilibrata. A sbloccare il punteggio sono i Revolution, con Taylor Twellman, nel secondo tempo supplementare. Passa però poco più di un minuto e Ching pareggia per la Dynamo. Si va ai rigori: i giocatori "Orange" si dimostrano più freddi, trasformando i primi quattro rigori e conquistando così la MLS Cup. Grazie a questo successo, Houston si qualifica per CONCACAF Champions Cup del 2007.

### Stagione 2007

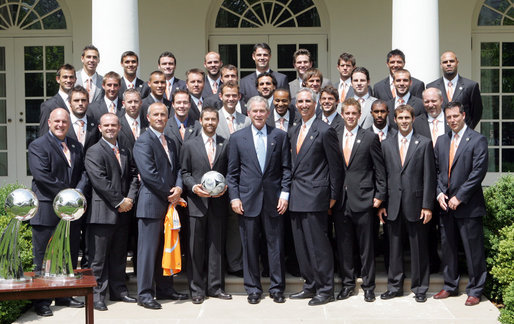
Gli Houston Dynamo celebrano la vittoria del campionato MLS 2007 insieme al presidente George W. Bush.

La stagione 2007 di Houston comincia con la partecipazione alla CONCACAF Champions' Cup, nella quale viene eliminata in semifinale dai messicani del Pachuca (vittoria in casa per 2-0 all'andata, ma sonora sconfitta per 5-2 in trasferta al ritorno).
In campionato però le cose vanno ottimamente, e la squadra giunge di nuovo in finale di MLS Cup, dove se la vede ancora una volta con New England. È sempre Twellman a sbloccare la partita per i Revolution, ma due reti nell'ultimo quarto d'ora (di De Rosario e Ngwenya) consegnano a Houston il secondo titolo consecutivo. Dopo la vittoria la squadra ha fatto visita al presidente George W. Bush.
Houston è stata poi invitata a prender parte alla prima edizione della North American SuperLiga, in cui hanno perso in semifinale contro il Pachuca.

### Stagione 2008
La Dynamo ha iniziato presto a competere nell'inaugurale Pan-Pacific Championship che ha debuttato il 20 febbraio 2008 a Honolulu (Hawaii). Gli Houston si sono qualificati per partecipare al torneo tramite la loro vittoria nella MLS Cup (nel 2007). La Houston Dynamo ha vinto la sua prima partita contro i Sydney FC, prima di terminare al secondo posto dopo aver perso per 6-1 contro il Gamba Osaka in finale.
Il club ha anche partecipato al Festival Texas Pro Soccer presentato da Touch-Tel con quattro squadre della Major League Soccer (Houston, DC United, Toronto e Chivas USA) durante una settimana elettrizzante la Houston Dynamo sono stati dichiarati vincitori del torneo dopo un tie-break in differenza reti che era necessario tra loro e la squadra DC United.
Poco dopo il Texas Pro Soccer Festival, la Dinamo è tornata in campo per gara di Coppa, la CONCACAF Champions' Cup. La Dynamo gioca contro i Municipal nei quarti di finale vincendo complessivamente 3-1 (0-0, 3-1) al Robertson Stadium. Il club però ha perso complessivamente 3-1 contro il Deportivo Saprissa allo Estadio Ricardo Saprissa.
La Houston Dynamo ha aperto la sua apertura di campionato a casa con un punteggio di 3-3 contro i FC Dallas. La Dynamo ha finito la stagione 13-5-12, arrivando prima nella Western Conference e 2 ° nella classifica generale (dietro ai Columbus Crew). Le Semifinali della Western Conference sono state giocate contro i New York Red Bulls con la prima tappa di finitura in un pareggio per 1-1 al Giants Stadium e il ritorno al Robertson Stadium, dove i NY hanno sbalordito la Dynamo in una sconfitta per 0-3 di fronte a più di 30.000 fans.

### Stagione 2009
La Dynamo ha iniziato il nuovo anno con una rapida uscita dalla CONCACAF Champions League 2008-2009 con una perdita aggregata 1-4 (1-1, 0-3) contro l'Atlante nei quarti di finale, con il ritorno allo Estadio Andrés Quintana Roo.
Nella regular season, Houston ancora una volta si è evoluto in una delle squadre più forti del campionato, andando su una striscia di imbattibilità di 11 partite (8-0-3) all'inizio della stagione prima di perdere contra la rivale della Western Conference, i Los Angeles Galaxy nel mese di giugno. La Dynamo ha finito la stagione legata per prima nella Western Conference con un record di 13-8-9.
Il club ha raggiunto le semifinali della Lamar Hunt US Open Cup prima di perdere per 1-2 contro i Seattle Sounders FC nei tempi supplementari.

### Stagione 2010
Durante la offseason 2009-10, la Dinamo ha visto le partenze di due giocatori chiave, Ricardo Clark ( Eintracht Francoforte ) e Stuart Holden ( Bolton Wanderers ).
La Houston Dynamo gareggiato nel 2010 Walt Disney World Pro Soccer Classic a Orlando, in Florida . Il club ha perso contro i New York Red Bulls nella semifinale (0-0, 5-6), ma è arrivato al terzo posto dopo aver sconfitto i FC Dallas, con un punteggio di 2-1.
La stagione 2010 è iniziata con un pareggio per 1-1 contro i rivali FC Dallas, al Pizza Hut Park. La Dynamo ha finito la stagione 9-15-6 arrivando settima nella Western Conference e 12° nella classifica generale e ha perso ai playoff.
Durante la stagione 2010, la Dynamo ha continuato la stagione con la Cup 2010 Lamar Hunt US Open. Il club avrebbe sconfitto il Miami FC, 1-0, il 29 giugno prima di perdere contro i Chivas USA, 1-3 nei quarti di finale il 6 luglio (entrambe le partite giocate al Robertson Stadium. La Dynamo anche partecipato nella Nord American SuperLiga, vincendo nei gironi prima di uscire rapidamente dopo una perdita di 0-1 contro Morelia il 5 agosto al Robertson Stadium.

## Stadio

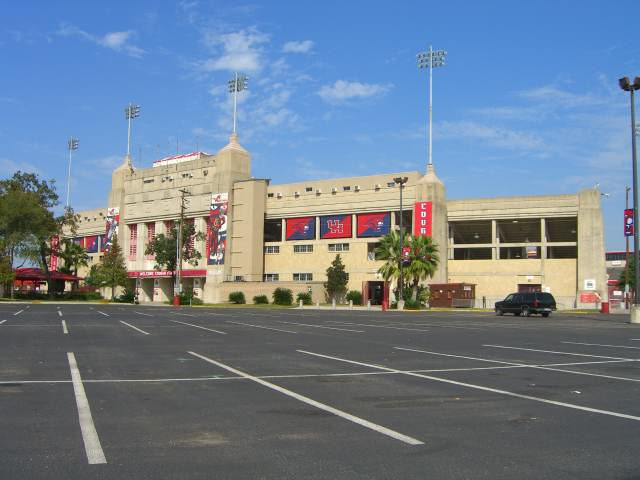
Robertson Stadium

| Stadio                                               | Capacità | Locazione       | Anni       | Note                                                                        |
| ---------------------------------------------------- | -------- | --------------- | ---------- | --------------------------------------------------------------------------- |
| BBVA Compass Stadium                                 | 22,000   | Houston         | 2012-      |                                                                             |
| Robertson Stadium                                    | 32,000   | Houston         | 2006-2011  |                                                                             |
| Tom Tellez Track at Carl Lewis International Complex | 6,000    | Houston         | 2006       | 1 partita nella US Open Cup                                                 |
| Aggie Soccer Stadium (Texas A&M)                     | 3,500    | College Station | 2007, 2011 | una partita nella CONCACAF Champions' Cup e 1 una partita nella US Open Cup |

## Media spettatori
| Anno | Regular Season | Playoffs        |
| 2006 | 18,935         | 20,274          |
| 2007 | 15,883         | 30,530          |
| 2008 | 16,939         | 30,053          |
| 2009 | 17,047         | 27,465          |
| 2010 | 17,310         | non qualificato |
| 2011 | 17,694         | 24,749          |

## Organico

### Rosa 2025
Aggiornata al 25 febbraio 2025.
| N. |                        | Ruolo | Calciatore      |
| -- | ---------------------- | ----- | --------------- |
| 1  | Stati Uniti (bandiera) | P     | Jimmy Maurer    |
| 2  | Argentina (bandiera)   | D     | Franco Escobar  |
| 4  | Stati Uniti (bandiera) | D     | Ethan Bartlow   |
| 5  | Stati Uniti (bandiera) | D     | Daniel Steres   |
| 6  | Brasile (bandiera)     | C     | Artur           |
| 7  | Colombia (bandiera)    | C     | Nelson Quiñónes |
| 8  | Marocco (bandiera)     | C     | Amine Bassi     |
| 10 | Argentina (bandiera)   | A     | Ezequiel Ponce  |
| 11 | Germania (bandiera)    | A     | Lawrence Ennali |
| 13 | Stati Uniti (bandiera) | P     | Andrew Tarbell  |
| 16 | Messico (bandiera)     | C     | Erik Dueñas     |
| 17 | Stati Uniti (bandiera) | A     | Gabriel Segal   |
| 18 | Nigeria (bandiera)     | A     | Ibrahim Aliyu   |

| N. |                        | Ruolo | Calciatore          |
| -- | ---------------------- | ----- | ------------------- |
| 19 | Ghana (bandiera)       | A     | Stephen Annor       |
| 20 | Uruguay (bandiera)     | C     | Nicolás Lodeiro     |
| 21 | Stati Uniti (bandiera) | C     | Jack McGlynn        |
| 23 | Stati Uniti (bandiera) | D     | Michael Halliday    |
| 24 | Stati Uniti (bandiera) | D     | Femi Awodesu        |
| 25 | Stati Uniti (bandiera) | D     | Griffin Dorsey      |
| 26 | Stati Uniti (bandiera) | P     | Blake Gillingham    |
| 27 | Polonia (bandiera)     | C     | Sebastian Kowalczyk |
| 28 | Danimarca (bandiera)   | D     | Erik Sviatchenko    |
| 30 | Brasile (bandiera)     | C     | Júnior Urso         |
| 33 | Honduras (bandiera)    | C     | Exon Arzú           |
| 35 | Stati Uniti (bandiera) | C     | Brooklyn Raines     |
|    | Messico (bandiera)     | C     | Sebastián Rodríguez |

### Rosa 2024
Aggiornata al 18 giugno 2024.
| N. |                        | Ruolo | Calciatore             |
| -- | ---------------------- | ----- | ---------------------- |
| 2  | Argentina (bandiera)   | D     | Franco Escobar         |
| 3  | Australia (bandiera)   | D     | Brad Smith             |
| 4  | Stati Uniti (bandiera) | D     | Ethan Bartlow          |
| 5  | Stati Uniti (bandiera) | D     | Daniel Steres          |
| 6  | Brasile (bandiera)     | C     | Artur                  |
| 7  | Colombia (bandiera)    | C     | Nelson Quiñónes        |
| 8  | Marocco (bandiera)     | C     | Amine Bassi            |
| 10 | Argentina (bandiera)   | A     | Ezequiel Ponce         |
| 11 | Paraguay (bandiera)    | A     | Sebastián Ferreira     |
| 12 | Stati Uniti (bandiera) | P     | Steve Clark            |
| 13 | Stati Uniti (bandiera) | P     | Andrew Tarbell         |
| 15 | Ghana (bandiera)       | C     | Latif Blessing         |
| 17 | Stati Uniti (bandiera) | A     | Gabriel Segal          |
| 18 | Nigeria (bandiera)     | A     | Ibrahim Aliyu          |
| 19 | Ghana (bandiera)       | A     | Stephen Annor          |
| 20 | Panama (bandiera)      | C     | Adalberto Carrasquilla |

| N. |                            | Ruolo | Calciatore          |
| -- | -------------------------- | ----- | ------------------- |
| 21 | Slovacchia (bandiera)      | C     | Ján Greguš          |
| 22 | Stati Uniti (bandiera)     | D     | Tate Schmitt        |
| 23 | Stati Uniti (bandiera)     | D     | Kieran Sargeant     |
| 25 | Stati Uniti (bandiera)     | D     | Griffin Dorsey      |
| 26 | Senegal (bandiera)         | C     | Ousmane Sylla       |
| 27 | Polonia (bandiera)         | C     | Sebastian Kowalczyk |
| 28 | Danimarca (bandiera)       | D     | Erik Sviatchenko    |
| 29 | Colombia (bandiera)        | C     | Luis Caicedo        |
| 30 | Ecuador (bandiera)         | C     | Jefferson Valverde  |
| 31 | Brasile (bandiera)         | D     | Micael              |
| 35 | Stati Uniti (bandiera)     | C     | Brooklyn Raines     |
| 37 | Germania (bandiera)        | A     | Lawrence Ennali     |
| 38 | Rep. Dominicana (bandiera) | P     | Xavier Valdez       |
| 41 | Stati Uniti (bandiera)     | D     | Fela Awodesu        |
| 43 | Stati Uniti (bandiera)     | C     | Diego Gonzalez      |

### Rosa 2023
| N. |                        | Ruolo | Calciatore             |
| -- | ---------------------- | ----- | ---------------------- |
| 2  | Argentina (bandiera)   | D     | Franco Escobar         |
| 3  | Australia (bandiera)   | D     | Brad Smith             |
| 4  | Stati Uniti (bandiera) | D     | Ethan Bartlow          |
| 5  | Stati Uniti (bandiera) | D     | Daniel Steres          |
| 6  | Brasile (bandiera)     | C     | Artur                  |
| 7  | Paraguay (bandiera)    | C     | Iván Franco            |
| 8  | Marocco (bandiera)     | C     | Amine Bassi            |
| 9  | Paraguay (bandiera)    | A     | Sebastián Ferreira     |
| 11 | Stati Uniti (bandiera) | A     | Corey Baird            |
| 12 | Stati Uniti (bandiera) | P     | Steve Clark            |
| 13 | Stati Uniti (bandiera) | P     | Andrew Tarbell         |
| 14 | Stati Uniti (bandiera) | C     | Beto Avila             |
| 15 | Paesi Bassi (bandiera) | D     | Djevencio van der Kust |
| 16 | Messico (bandiera)     | C     | Héctor Herrera         |
| 17 | Zimbabwe (bandiera)    | D     | Teenage Hadebe         |
| 19 | Stati Uniti (bandiera) | C     | Charles Auguste        |

| N. |                            | Ruolo | Calciatore             |
| -- | -------------------------- | ----- | ---------------------- |
| 20 | Panama (bandiera)          | C     | Adalberto Carrasquilla |
| 21 | Colombia (bandiera)        | C     | Nelson Quiñónes        |
| 22 | Stati Uniti (bandiera)     | C     | Tate Schmitt           |
| 23 | Polonia (bandiera)         | C     | Sebastian Kowalczyk    |
| 23 | Nigeria (bandiera)         | C     | Ifunanyachi Achara     |
| 24 | Nigeria (bandiera)         | D     | Mujeeb Murana          |
| 25 | Stati Uniti (bandiera)     | D     | Griffin Dorsey         |
| 27 | Colombia (bandiera)        | P     | Luis Caicedo           |
| 28 | Danimarca (bandiera)       | D     | Erik Sviatchenko       |
| 31 | Brasile (bandiera)         | D     | Micael                 |
| 32 | Colombia (bandiera)        | C     | Juan Castilla          |
| 34 | Islanda (bandiera)         | C     | Thorleifur Úlfarsson   |
| 35 | Stati Uniti (bandiera)     | C     | Brooklyn Raines        |
| 38 | Rep. Dominicana (bandiera) | P     | Xavier Valdez          |
| 77 | Stati Uniti (bandiera)     | D     | Chase Gasper           |

### Rosa 2022
| N. |                        | Ruolo | Calciatore             |
| -- | ---------------------- | ----- | ---------------------- |
| 2  | Stati Uniti (bandiera) | D     | Daniel Steres          |
| 3  | Svezia (bandiera)      | D     | Adam Lundqvist         |
| 4  | Stati Uniti (bandiera) | D     | Zarek Valentin         |
| 7  | Brasile (bandiera)     | C     | Thiaguinho             |
| 8  | Stati Uniti (bandiera) | C     | Memo Rodríguez         |
| 9  | Paraguay (bandiera)    | A     | Sebastián Ferreira     |
| 11 | Stati Uniti (bandiera) | A     | Corey Baird            |
| 12 | Stati Uniti (bandiera) | P     | Steve Clark            |
| 13 | Stati Uniti (bandiera) | D     | Ethan Bartlow          |
| 14 | Stati Uniti (bandiera) | C     | Beto Avila             |
| 16 | Messico (bandiera)     | C     | Héctor Herrera         |
| 17 | Zimbabwe (bandiera)    | D     | Teenage Hadebe         |
| 20 | Panama (bandiera)      | C     | Adalberto Carrasquilla |
| 21 | Colombia (bandiera)    | C     | Nelson Quiñónes        |

| N. |                            | Ruolo | Calciatore           |
| -- | -------------------------- | ----- | -------------------- |
| 22 | Argentina (bandiera)       | C     | Matías Vera          |
| 23 | Colombia (bandiera)        | C     | Darwin Quintero      |
| 24 | El Salvador (bandiera)     | C     | Darwin Cerén         |
| 25 | Stati Uniti (bandiera)     | D     | Griffin Dorsey       |
| 26 | Stati Uniti (bandiera)     | P     | Michael Nelson       |
| 27 | Stati Uniti (bandiera)     | C     | Marcelo Palomino     |
| 29 | Stati Uniti (bandiera)     | D     | Sam Junqua           |
| 32 | Colombia (bandiera)        | C     | Juan Castilla        |
| 33 | El Salvador (bandiera)     | C     | Daniel Ríos          |
| 34 | Islanda (bandiera)         | C     | Thorleifur Úlfarsson |
| 35 | Stati Uniti (bandiera)     | C     | Brooklyn Raines      |
| 37 | Brasile (bandiera)         | D     | Zeca                 |
| 38 | Rep. Dominicana (bandiera) | P     | Xavier Valdez        |

### Rosa 2021

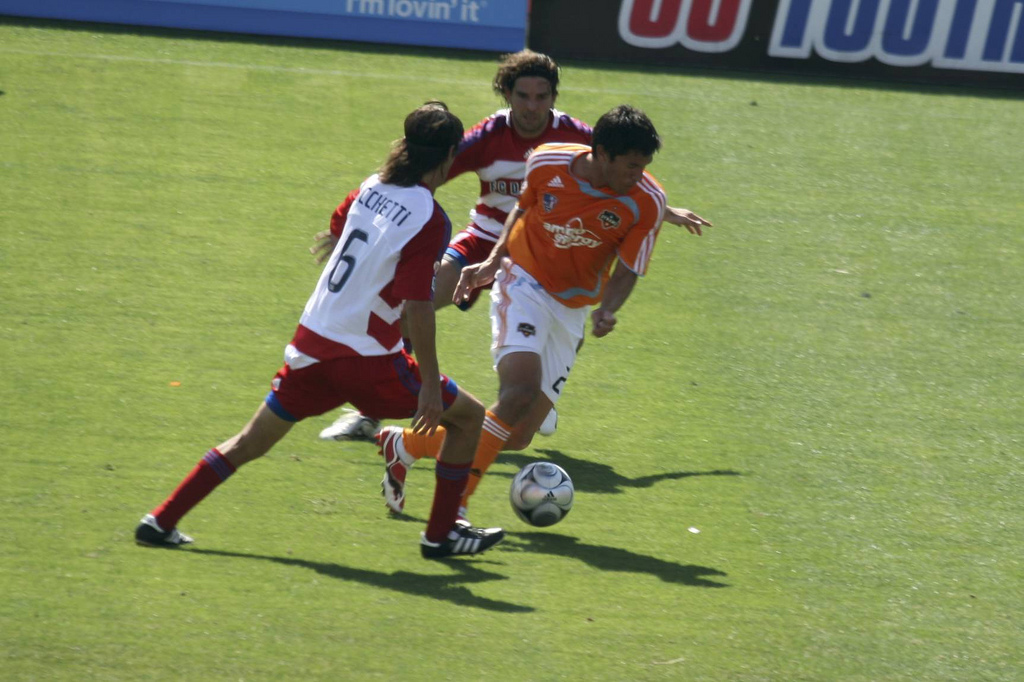
Brian Ching

| N. |                        | Ruolo | Calciatore          |
| -- | ---------------------- | ----- | ------------------- |
| 1  | Croazia (bandiera)     | P     | Marko Marić         |
| 2  | Venezuela (bandiera)   | D     | Alejandro Fuenmayor |
| 3  | Svezia (bandiera)      | D     | Adam Lundqvist      |
| 4  | Stati Uniti (bandiera) | D     | Zarek Valentin      |
| 5  | Stati Uniti (bandiera) | D     | Tim Parker          |
| 7  | Argentina (bandiera)   | A     | Mateo Bajamich      |
| 8  | Stati Uniti (bandiera) | C     | Memo Rodríguez      |
| 9  | Stati Uniti (bandiera) | A     | Christian Ramirez   |
| 10 | Stati Uniti (bandiera) | C     | Fabrice Picault     |
| 11 | Costa Rica (bandiera)  | A     | Ariel Lassiter      |
| 13 | Stati Uniti (bandiera) | D     | Ethan Bartlow       |
| 14 | Stati Uniti (bandiera) | C     | Joe Corona          |
| 15 | Honduras (bandiera)    | D     | Maynor Figueroa     |

| N. |                        | Ruolo | Calciatore          |
| -- | ---------------------- | ----- | ------------------- |
| 16 | Cile (bandiera)        | D     | José Bizama         |
| 17 | Stati Uniti (bandiera) | C     | Nico Lemoine        |
| 19 | Canada (bandiera)      | A     | Tyler Pasher        |
| 21 | Stati Uniti (bandiera) | A     | Derrick Jones       |
| 22 | Argentina (bandiera)   | C     | Matías Vera         |
| 23 | Colombia (bandiera)    | A     | Darwin Quintero     |
| 24 | El Salvador (bandiera) | C     | Darwin Cerén        |
| 26 | Stati Uniti (bandiera) | P     | Michael Nelson      |
| 27 | Honduras (bandiera)    | C     | Óscar Boniek García |
| 29 | Stati Uniti (bandiera) | D     | Sam Junqua          |
| 32 | Colombia (bandiera)    | C     | Juan Castilla       |
| 37 | Argentina (bandiera)   | A     | Maximiliano Urruti  |

## Palmarès

### Competizioni nazionali
- Campionato MLS: 2

2006, 2007
- Lamar Hunt U.S. Open Cup: 2

2018, 2023

### Altri trofei
- Carolina Challenge Cup: 2

2006, 2007
- Texas Pro Soccer Festival: 1

2008
- Dynamo Charities Cup: 2

2009, 2010
- Texas Derby: 5

2006, 2007, 2009, 2011, 2012

### Altri piazzamenti
- Campionato MLS:

Secondo posto: 2011, 2012
- Lamar Hunt U.S. Open Cup:

Semifinalista: 2006, 2009
- CONCACAF Champions' Cup:

Semifinalista: 2007, 2008
- Pan-Pacific Championship:

Finalista: 2008
- SuperLiga nordamericana:

Semifinalista: 2010